# نورث‌لیک (ایلینوی)
نورث‌لیک، ایلینوی (به انگلیسی: Northlake, Illinois) یک شهر در ایالات متحده آمریکا با جمعیت ۱۲٬۳۲۳ نفر است که در ایلی‌نوی واقع شده‌است.